# 日本の近世文学史
日本の近世文学史（にほんのきんせいぶんがくし）では、江戸時代の日本文学の歴史を述べる。

## 概略
近世の定義には諸説ある。中村幸彦は「政治史上の徳川幕府の期間」を近世と定義し、前期1期（1603 - 1680）・前期2期（1681 - 1763）・後期1期（1764 - 1803）・後期2期（1804 - 1867）に大別した。本項もこの分類に従って特徴を説明する。

### 前期
京都大阪といった上方が中心である。

#### 1期
細川幽斎の晩年、烏丸光広や松永貞徳などの門人が集い、古典の学習や和歌が盛んになり、古活字版や製版印刷の普及に伴い、近世以前の古典やその注釈が流布する。連歌の退潮に対して、俳諧が大いに流行した。口頭による教養や娯楽の提供を目的とする舌耕文芸も広がりを見せた。近世初期の小説と位置づけられる仮名草子も誕生した。中世に発生した浄瑠璃は三味線と繰人形が結びつくことで、近世演劇として独自路線へ進んだ。

#### 2期
元禄時代に入ると、俳諧では貞門派に対して、談林派が興る。松尾芭蕉は俳諧を雅文学の領域に引き上げることを指向した。芭蕉の死後、俳諧は様々な流派が興り、文学から遊びへと性質を変えた。1682年（天和2年）、井原西鶴が『好色一代男』を刊行し、新たに浮世草子というジャンルが生まれた。北条団水・西沢一風・都の錦・江島其磧といった人物が作品を残した。歌舞伎では続き狂言が出現し、女形中心から様々な役柄が増えた。浄瑠璃では人形が3人遣いになって舞台装置も精巧となり、興行の最盛期を迎える。
漢詩文についても、押韻や格調に難点はあるが、鑑賞に堪えうる作品が生まれ始めた。また、油煙斎貞柳にはじまる狂歌も広がりを見せた。落語や講談、実録本といった舌耕文芸も成立した。

### 後期
出版界の中心が上方から江戸に移り、文運東漸の状況が生じる。

#### 1期
八文字屋本のマンネリに対抗して談義本が生まれたほか、洒落本や草双紙（赤本・黒本・青本）、黄表紙といった新しい小説が生まれる。さらに、中国白話小説の影響を受けて読本が誕生し、都賀庭鐘・上田秋成・建部綾足などが作品を残した。歌舞伎では寛政歌舞伎と呼ばれる時代を迎え、廻り舞台の発明や数多くの名優が輩出するなどの活況を呈した。対して、浄瑠璃は歌舞伎の後塵を拝するようになる。

#### 2期
山東京伝・曲亭馬琴・十返舎一九・式亭三馬・為永春水といった人物が活躍し、読本・滑稽本・合巻・人情本といったジャンルが人気を博す。漢詩では大窪詩仏・梁川星巌・菊池五山・大沼沈山・広瀬旭荘らが活動した。歌舞伎では鶴屋南北・河竹黙阿弥が好評で、落語や講談は明治期にかけての最盛期へと入った。

## 文学の周辺
形骸化した歌学を批判する形で、儒教の一派の古学の影響を受けた国学が現れ、賀茂真淵、本居宣長らが活躍した。
また、滑稽話の元祖として安楽庵策伝の『醒睡笑』が著され、さらに江戸と上方で現在の落語の原形となる話芸が流行する。その他、三味線音楽など江戸期に特徴的な音曲が流行したり、葛飾北斎らにより浮世絵が描かれて町人に愛玩されたり、歌舞伎や浄瑠璃が町人の娯楽となったりと、様々な芸術が庶民に愛された。特に、浮世絵は、遠くフランスの印象派にも大きな影響を与えたことが知られている。

## 近世文学の主な作品一覧

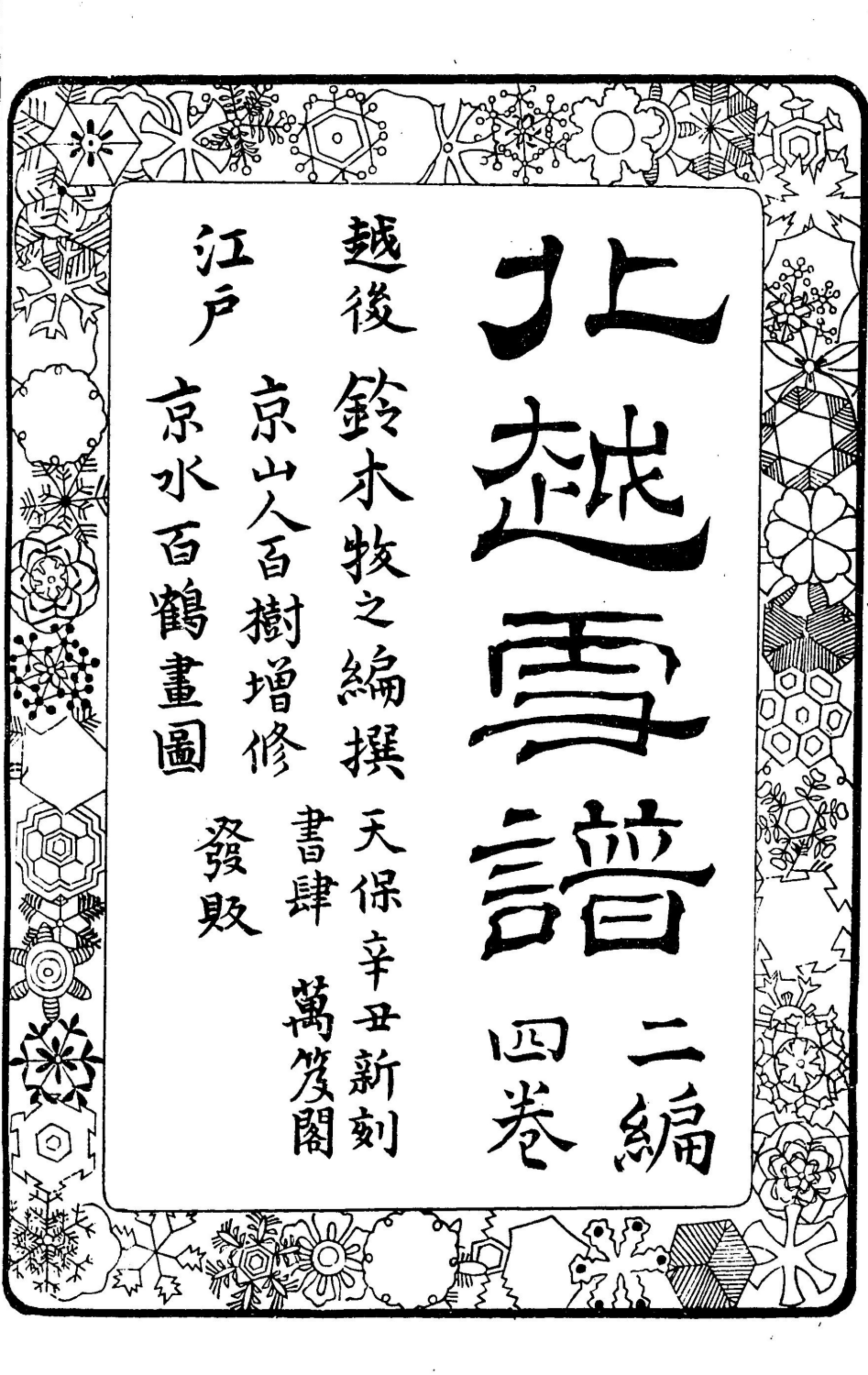
『北越雪譜』二編 巻一（鈴木牧之著、天保12年（1841年）刊）

- 1623年頃『竹斎』富山道治 / 仮名草子
- 1623年『きのふはけふの物語』未詳 / 噺本
- 1623年『醒睡笑』安楽庵策伝 / 仮名草子・噺本
- 1633年『犬子集』松江重頼 / 俳諧
- 1639年頃『仁勢物語』未詳 / 仮名草子
- 1643年『新増犬筑波集』松永貞徳 / 俳諧
- 1649年『挙白集』木下長嘯子 / 和歌・和文
- 1660年『二人比丘尼』鈴木正三 / 仮名草子
- 1661年『むさしあぶみ』浅井了意 / 仮名草子
- 1662年『江戸名所記』浅井了意 / 地誌
- 1662年『源氏物語湖月抄』北村季吟 / 注釈
- 1666年『御伽婢子』浅井了意 / 仮名草子
- 1670年『林葉累塵集』下河辺長流 / 和歌
- 1671年『覆醤集』石川丈山 / 漢詩
- 1682年『好色一代男』井原西鶴 / 浮世草子
- 1685年『出世景清』近松門左衛門 / 浄瑠璃
- 1686年『好色五人女』井原西鶴 / 浮世草子
- 1686年『好色一代女』井原西鶴 / 浮世草子
- 1687年『男色大鑑』井原西鶴 / 浮世草子
- 1687年『武道伝来記』井原西鶴 / 浮世草子
- 1688年『日本永代蔵』井原西鶴 / 浮世草子
- 1690年『万葉代匠記』契沖 / 注釈
- 1690年『花摘集』宝井其角 / 俳諧
- 1691年『猿蓑』向井去来・野沢凡兆
- 1692年『狗張子』浅井了意 / 仮名草子
- 1692年『世間胸算用』井原西鶴 / 浮世草子
- 1693年『西鶴置土産』井原西鶴 / 浮世草子
- 1694年『すみだはら』野坡・利牛ら / 俳諧
- 1695年『和字正濫鈔』契沖 / 国学
- 1696年『源注拾遺』契沖 / 注釈
- 1698年『梨本集』戸田茂睡 / 歌学
- 1701年『けいせい色三味線』江島其磧 / 浮世草子
- 1702年『奥の細道』松尾芭蕉 / 俳諧紀行
- 1703年『曾根崎心中』近松門左衛門 / 浄瑠璃
- 1703年『紫家七論』安藤為章 / 注釈
- 1704年『去来抄』向井去来 / 俳諧
- 1706年『本朝文選』五老井許六 / 俳諧
- 1709年『笈の小文』松尾芭蕉 / 俳諧
- 1711年？『冥途の飛脚』近松門左衛門 / 浄瑠璃
- 1715年『国性爺合戦』近松門左衛門 / 浄瑠璃
- 1716年『葉隠』山本常朝 / 修養書
- 1718年『独ごと』鬼貫 / 俳諧
- 1720年『心中天の網島』近松門左衛門 / 浄瑠璃
- 1721年『女殺油地獄』近松門左衛門 / 浄瑠璃
- 1724年『ひとりね』柳沢淇園 / 随筆
- 1725年頃『折たく柴の記』新井白石 / 伝記
- 1727年『南郭先生文集』服部南郭 / 漢詩
- 1736年『徂徠集』荻生徂徠 / 漢詩
- 1744年『万葉集千歌』楫取魚彦 / 国学
- 1746年『菅原伝授手習鑑』竹田出雲 / 浄瑠璃
- 1747年『義経千本桜』竹田出雲 / 浄瑠璃
- 1748年『仮名手本忠臣蔵』竹田出雲 / 浄瑠璃
- 1749年『英草紙』都賀庭鐘 / 読本
- 1757年『冠辞考』賀茂真淵 / 国学
- 1758年『源氏物語新釈』賀茂真淵 / 注釈
- 1762年『日本書紀通証』谷川士清 / 注釈
- 1763年『源氏物語年紀考』本居宣長 / 国学
- 1763年『紫文要領』本居宣長 / 国学
- 1763年『詩学逢原』祇園南海 / 漢詩
- 1765年『誹風柳多留』柄井川柳 / 川柳
- 1768年『万葉考』賀茂真淵 / 国学
- 1768年『古言梯』楫取魚彦 / 国学
- 1768年『西山物語』建部綾足 / 読本
- 1770年『遊子方言』田舎老人多田爺 / 洒落本
- 1770年『神霊矢口渡』福内鬼外 / 浄瑠璃
- 1770年『常山紀談』湯浅常山 / 軍記物
- 1771年『妹背山婦女庭訓』近松半二 / 浄瑠璃
- 1771年『日本詩史』江村北海 / 漢詩史
- 1773年『本朝水滸伝』建部綾足 / 読本
- 1775年『金々先生栄花夢』恋川春町 / 黄表紙
- 1776年『雨月物語』上田秋成 / 読本
- 1783年『万載狂歌集』四方赤良・朱楽菅江共編 / 狂歌
- 1785年『江戸生艶気樺焼』山東京伝 / 黄表紙
- 1785年『鶉衣』横井也有 / 俳文
- 1788年『文武二道万石通』朋誠堂喜三二
- 1789年『玉くしげ』本居宣長 / 国学
- 1790年『古事記伝』本居宣長 / 国学
- 1790年『近世畸人伝』伴蒿蹊 / 伝記
- 1792年『道の幸』屋代弘賢 / 随筆
- 1793年『群書類従』塙保己一 / 国学
- 1795年『玉勝間』本居宣長 / 国学
- 1796年『万葉集略解』加藤千蔭 / 歌学
- 1797年『新花摘』与謝蕪村 / 俳諧
- 1801年『父の終焉日記』小林一茶 / 俳諧
- 1802年『東海道中膝栗毛』十返舎一九 / 滑稽本
- 1803年『花月草紙』松平定信 / 随筆
- 1806年『自来也説話』感和亭鬼武 / 読本
- 1807年『椿説弓張月』曲亭馬琴 / 読本
- 1808年『詞八衢』本居春庭 / 国学
- 1808年『春雨物語』上田秋成 / 読本
- 1809年『浮世風呂』式亭三馬 / 滑稽本
- 1810年『詩聖堂詩集初編』大窪詩仏 / 漢詩
- 1811年『古道大意』平田篤胤 / 国学
- 1811年『ふでのまにまに』菅江真澄 / 随筆
- 1812年『すみれ草』北村久備 / 注釈
- 1812年『黄葉夕陽村舎詩』菅茶山 / 漢詩
- 1813年『浮世床』式亭三馬 / 滑稽本
- 1813年『霊能真柱』平田篤胤/ 国学
- 1814年『南総里見八犬伝』曲亭馬琴 / 読本
- 1814年『耳嚢』根岸鎮衛 / 随筆
- 1816年『宇下人言』松平定信 / 随筆
- 1816年『真葛がはら』只野真葛 / 随筆ほか
- 1820年『おらが春』小林一茶 / 俳諧
- 1825年『東海道四谷怪談』鶴屋南北 / 歌舞伎狂言
- 1825年『傾城水滸伝』曲亭馬琴 / 合巻
- 1826年『日本外史』頼山陽 / 史書
- 1829年『偐紫田舎源氏』柳亭種彦 / 合巻
- 1829年『近世説美少年録』曲亭馬琴 / 読本
- 1830年『桂園一枝』香川景樹 / 和歌
- 1831年『山彦冊子』橘守部 / 国学
- 1832年『春色梅児誉美』為永春水 / 人情本
- 1832年頃『詞通路』本居春庭 / 国学
- 1834年『江戸名所図会』斎藤月岑 / 地誌
- 1834年『鳩翁道話』柴田鳩翁 / 心学書
- 1835年『蓮の露』良寛・貞心尼 / 和歌
- 1837年『北越雪譜』鈴木牧之 / 随筆
- 1839年『児雷也豪傑譚』美図垣笑顔 / 合巻
- 1847年『比古婆衣』伴信友 / 国学
- 1851年『東山桜荘子』瀬川如皐 / 歌舞伎狂言
- 1853年『与話情浮名横櫛』瀬川如皐 / 歌舞伎狂言
- 1854年『源氏物語評釈』萩原広道 / 注釈
- 1859年『柳橋新誌』成島柳北 / 随筆
- 1860年『三人吉三廓初買』河竹黙阿弥 / 歌舞伎狂言
- 1863年『弁天娘女男白浪』河竹黙阿弥 / 歌舞伎狂言
- 1863年『越後獅子』井上井月 / 俳諧

## 近世文学研究者
近世文学を専門とする主な研究者とその専門分野を挙げる。近世文学研究者が集う学会として、日本近世文学会がある。
- 浅野信 - 俳諧
- 天野聡一 - 和文小説
- 飯倉洋一 - 上田秋成
- 池澤一郎 - 近世漢詩
- 板坂則子 - 曲亭馬琴
- 板坂耀子 - 近世紀行文
- 井上泰至 - 上田秋成・人情本
- 井本農一 - 松尾芭蕉
- 潁原退蔵 - 俳諧
- 江本裕 - 井原西鶴
- 尾形仂 - 俳諧
- 興津要 - 落語
- 片岡良一 - 井原西鶴
- 加藤定彦 - 俳諧
- 門玲子 - 女性漢詩・女性思想家
- アダム・カバット - 妖怪
- 河竹繁俊 - 歌舞伎
- 川平敏文 - 近世文学全般
- 木越治 - 上田秋成
- 雲英末雄 - 俳諧
- ロバート・キャンベル - 近世漢文
- 郡司正勝 - 歌舞伎
- 小二田誠二 - 近世文学全般・実録本
- 重友毅 - 上田秋成
- 信多純一 - 浄瑠璃
- 島原泰雄 - 近世和歌
- 志村有弘 - 説話・妖怪
- 守随憲治 - 歌舞伎
- 白石良夫 - 近世学芸史
- 鈴木健一 - 近世和歌
- 鈴木棠三 - 近世文学全般
- 諏訪春雄 - 歌舞伎・浮世絵
- 関根正直 - 近世文学全般
- 高橋圭一 - 実録本
- 高倉一紀 - 近世学芸史・書誌学
- 田中康二 - 近世和歌・本居宣長
- 棚橋正博 - 滑稽本・黄表紙
- ヴァレリー・ダラム - 歌舞伎
- 暉峻康隆 - 井原西鶴
- 徳田武 - 読本・白話文学
- 中込重明 - 落語
- 中嶋隆 - 浮世草子
- 中野三敏 - 江戸中期の文芸
- 中村幸彦 - 近世文学全般
- 西田耕三 - 近世文学全般
- 野口武彦 - 近世儒学
- 延広真治 - 落語・近世芸能
- 野間光辰 - 井原西鶴・近松門左衛門・曲亭馬琴
- 長谷川強 - 浮世草子
- 濱田啓介 - 曲亭馬琴・近世文学全般
- 檜谷昭彦 - 井原西鶴
- 広末保 - 松尾芭蕉・井原西鶴・近松門左衛門・鶴屋南北
- 深沢眞二 - 俳諧
- 深沢了子 - 俳諧
- 福田安典 - 近世文学全般
- 藤井乙男 - 近世文学全般
- 古井戸秀夫 - 歌舞伎
- 堀切実 - 松尾芭蕉・井原西鶴
- 前田愛 - 幕末期の文芸
- 前田金五郎 - 井原西鶴
- 松田修 - 井原西鶴・近世芸能
- 真下三郎 - 遊里史
- 百川敬仁 - 本居宣長
- 森田雅也 - 浮世草子
- 頼桃三郎 - 浄瑠璃
- 渡辺憲司 - 近世文学全般・遊里史